# 里瓦利耶河畔贝尔萨克
里瓦利耶河畔贝尔萨克（法語：Bersac-sur-Rivalier，法語發音：[bɛʁsak syʁ ʁivalje]）是法国新阿基坦大区上维埃纳省的一个市镇，位于该省东部偏北，属于利摩日区。

## 地理
里瓦利耶河畔贝尔萨克（46°4'50"N, 1°25'36"E）面积32.54 平方千米，位于法国新阿基坦大区上维埃纳省，该省份为法国中西部省份，北起顺时针与安德尔省、克勒兹省、科雷兹省、多爾多涅省、夏朗德省和维埃纳省接壤。
与里瓦利耶河畔贝尔萨克接壤的市镇（或旧市镇、城区）包括：福勒、加尔唐普河畔贝西讷、洛里耶尔、拉泽、圣莱热拉蒙塔涅、圣叙尔皮斯-洛里耶尔。

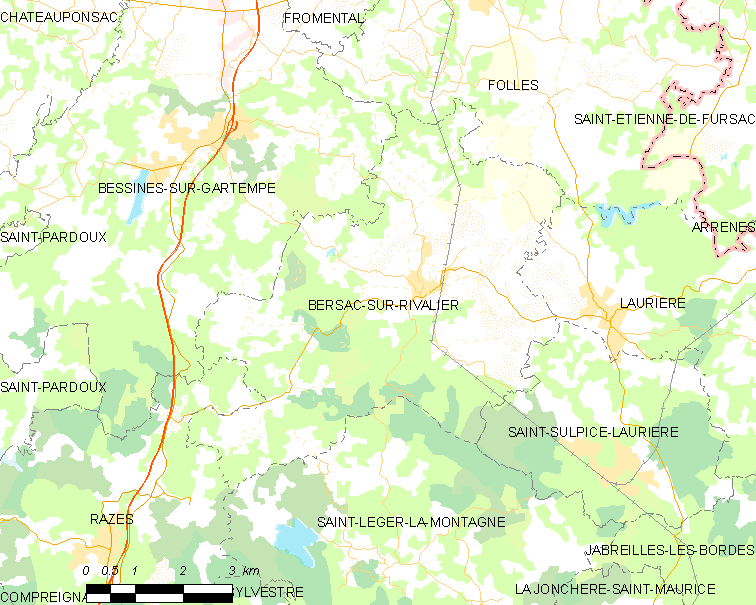
里瓦利耶河畔贝尔萨克的OSM定位图

里瓦利耶河畔贝尔萨克的时区为UTC+01:00、UTC+02:00（夏令时）。

## 行政
里瓦利耶河畔贝尔萨克的邮政编码为87370，INSEE市镇编码为87013。

## 政治
里瓦利耶河畔贝尔萨克所属的省级选区为昂巴扎克县。

## 人口

1962-2008年间里瓦利耶河畔贝尔萨克人口变化图示

里瓦利耶河畔贝尔萨克于2022年1月1日时的人口数量为626人。